# Smart Cities Mission India
India kormánya 2014-ben indította el a Smart Cities Mission nevű sajátos városfejlesztési programot, melynek keretében 100 indiai város fenntartható fejlesztését kívánták megvalósítani.

## A program leírása, története
2014 májusban az indiai kormány meghirdette a Smart City elnevezésű programot (100 Smart Cities Program), ami a városi lakosság növekedésére, és a legjelentősebb városi kihívásokra reflektálva kívánja javítani a városok infrastrukturális ellátottságát, valamint a városok környezeti állapotát. Három alapelve az okos városok versenyképessége, az életminőség és a fenntarthatóság. A program lényege az infokommunikációs eszközök használata a várostervezésben és városszervezésben, amely eredményeként a városok élhetőbbé válnak, javul a közbiztonság, környezetbarát a közlekedés, nő a zöldfelületek területi aránya, költséghatékony a szociális és egészségügyi ellátórendszer, és emelkedik a turisztikai szolgáltatások színvonala. A használni kívánt intelligens megoldások között sorolható az E-kormányzás és lakossági szolgáltatások bevezetése, a hulladékkezelés környezetbaráttá tétele, az ivóvízellátás javítása, az energiahatékonyság és a városi mobilitás növelése, valamint olyan egyéb megoldások, mint például a táv-gyógyászat és távoktatás bevezetése, vállalkozások inkubációja, és készségfejlesztő központok kialakítása.
A Smart City program szorosan kapcsolódik Narenda Modi, India miniszterelnökének „Digitális India” elképzeléséhez, amely az indiai nagyvárosok közti  ipari folyosók kiépítését célzó átfogó gazdaságfejlesztési terv részét képezi. Három folyosó kiépítését tervezik összesen – Delhi és Mumbai, Csennai és Bengaluru, valamint Bengaluru és Mumbai között -, melyekhez szervesen igazodik az intelligens városok kiépítése. A tervek szerint 100 kiválasztott várost újítanak meg és rehabilitálnak a legújabb infokommunikációs eszközök bevezetésével.
A program teljes költségvetése kormányzati szinten 15 milliárd USD, melyből 2014-ben Arun Jaitley pénzügyminiszter 980 millió USD-t osztott szét 150 intelligens város között. Az első körben kiválasztásra kerülő 20 „világítótorony” város elsőként 28 millió USD, majd a következő 3 évben évi 14 millió USD központi támogatásban részesült. A Városi Fejlesztési Minisztérium 280 ezer USD-t biztosított a missziós városok számára az intelligens városi tervek elkészítéséhez. Az állam a 100 smart city mellett további 500 város megújításának támogatását is tervezi a rendelkezésre álló forrásból, melyekből elsősorban az infrastruktúra fejlesztését támogatja.

## A smart city fogalma és jellemzői
A smart city vagy magyarul okos város (fordítható korszerű-, emberközpontú-, vagy élhető városnak is) meghatározása sokszínű, egyfajta gyűjtőfogalomnak tekinthető, nem egy konkrét városépítési vagy városfejlesztési módszert értünk alatta, hanem eszközök és rendszerek sokaságát, melyet számos tudományág használ. Több definíciója is ismert, ezek közül néhány:
- A British Standards Institution definíciója szerint: A fizikai, digitális és humán rendszerek hatékony integrációját jelenti az épített környezetben, annak érdekében, hogy lakói számára fenntartható, virágzó és mindenkit egyaránt befogadó jövőt biztosítson.[3]

- Az 56/2017. (III. 20.) Kormányrendelet szerint: Az okos város olyan település vagy település csoport, amely természeti és épített környezetét, digitális infrastruktúráját, valamint a területén elérhető szolgáltatások minőségét és gazdasági hatékonyságát korszerű és innovatív információtechnológiák alkalmazásával, fenntartható módon, lakosainak fokozott bevonásával fejleszti.[4]

- Lados Mihály szerint: Az okos város olyan település, amely a rendelkezésre álló technológiai lehetőségeket olyan innovatív módon használja fel, amely elősegíti egy jobb, diverzifikáltabb és fenntarthatóbb városi környezet kialakítását. Egy várost akkor nevezhetünk „okosnak”, ha az emberi tőkébe, a hagyományos infrastrukturális elemekbe (pl. közlekedés), valamint a modern IKT infrastruktúrába történő befektetései ösztönzik és hajtják a fenntartható gazdasági fejlődést, valamint tovább növelik az életszínvonalat, miközben a természeti erőforrásokkal is ésszerűen gazdálkodik.[5]

Általánosságban a smart city fejlesztéseknek 6 típusát szokás megkülönböztetni: smart economy (okos gazdaság), smart environment (okos környezet), smart government (okos kormányzás), smart living condition (okos életkörülmények), smart mobility (okos közlekedés) és smart people (okos emberek).

## India demográfiai és városfejlődési kihívásai
Napjainkban India a világ második legnépesebb országa, népessége az elmúlt évtizedekben jelentősen növekedett. Fiatalos korösszetételének hatására az előrejelzések szerint Kínát megelőzve, 2027-re a világ legnépesebb országává válik. Népességrobbanását városrobbanás kísérte, jelentősen növekszik az 1 millió fő feletti városok száma.  Urbanizációs folyamatait tekintve azonban lemaradásban van, a városodottsága mindössze 31%. Az utóbbi években lassú ütemű, de folytonos növekedést mutatott e tekintetben, és ez a növekedés az előrejelzések szerint a jövőben is folytatódni fog, 2030-ra várhatóan 40%-ra fog emelkedni a városok településhálózaton belüli aránya.

### Népesség
India jelenlegi népessége 1 371 274 172 fő, népsűrűsége pedig 417.11 p/km² (2019). Lakossága 1998-ban érte el az 1 milliárd főt, és azóta is folyamatos növekedést mutat, naponta átlagosan 43 ezer fő a népesség növekedési üteme. Demográfiai viszonyai a fejlődő országok trendjeit mutatja: magas születési szám, fiatalos korstruktúra, a nők korai gyermekvállalási szokásai, fiatal korban kötött házasságok magas aránya, piramis alakú korfa, idős népesség alacsony száma, alacsony születéskor várható élettartam. 
A vallási megoszlást tekintve a népesség túlnyomó része hindu vallású (79,8%), és e mellett megtalálható a muszlim (14,2%), a keresztény (2,3%), a szikh (1,7%),a buddhista (0,7%), a dzsaina (0,4%) vallás is (2011).
Indiában a szegénység a nagy volumenű fejlesztések ellenére is kimagasló – népességének 2010-ben 30%-a élt a szegénységi küszöb alatt. Szintén az ország elmaradottságát tükrözi a foglalkoztatási struktúra: a lakosság közel fele még napjainkban is a mezőgazdaságban dolgozik, és mindössze 20% az iparban, valamint 31% a szolgáltatásokban.
A népesség belső migrációja már több évtizedes múltra tekint vissza, igen nagy arányú a vidékről városba költözés. Vidéken a lehetőségek korlátozottak, a lakosok túlnyomó része mezőgazdasági foglalkoztatott, és számukra a városba költözés jelenti a kitörést. Azonban ez súlyos kríziseket eredményez Indiában: a vidékről érkezők jellemzően a nagyvárosok peremén telepednek le, bekapcsolódnak a második gazdaságba egyéb megélhetési lehetőség hiányában, így kialakítva az országban egyre nagyobb területeket elfoglaló nyomornegyedeket. Ezek az ismérvek nagy hatást gyakorolnak az urbanizáció jelenkori folyamataira, illetve megoldási lehetőségként számos fejlesztési program született, ideértve természetesen a Smart City Programot is. 

### Urbanizáció
Napjaink gazdaságában nagy átalakulás vehető észre, a gazdaság motorjainak mára már a városok számítanak. A befektetések, a munkaerő döntő többsége ezen nagyvárosi területekre áramlik.
Az indiai urbanizáció jellegzetességei:
- A városfejlődés jelentős történelmi hagyományokra tekint vissza, már a Kr.e. 2300-as években elkezdődött egy korai városodási és városiasodási periódus.

- A kolonizáció idején a világ egyik legurbanizáltabb térsége (Indus és Gangesz völgye).

- A gyarmatosítás hatására megindult a városok visszafejlődése, majd egy európai típusú városfejlődés vette kezdetét, ahol kiemelkedő a kikötők és az adminisztratív központok fejlesztése.

- A függetlenség elnyerését (1947) követően városrobbanás vette kezdetét: 1951 és 2011 között meghatszorozódott a városlakók száma, az 1 millió feletti nagyvárosok száma 4-ről 45-re emelkedett.

- Az 1950-60-as években ötéves terveket készítettek a városhierarchia formálására, melyeknek elsődleges célja az volt, hogy a nagy központok fejlesztése révén fejlődjenek a környező területek is.
- Mára Indiában egy fragmentált városszerkezet alakult ki, melynek mélyen gyökerező társadalmi, történelmi és politikai okai vannak.
- Nagy volumenű ingatlanberuházásokkal erősítik a társadalmi és területi polarizációt: ekkora beruházásokra legtöbb esetben a városok peremén van a nagy helyigény következtében lehetőség, így egymás mellé kényszerül a leggazdagabb és legszegényebb társadalmi réteg.
- Az urbanizáció leginkább az 1-5 millió fős nagyvárosokat érinti, így ezen nagyvárosi területen koncentrálódik a városi lakosság többsége, növelve ezzel a kis- és nagyvárosok közti differenciákat.
- Lassú ütemű a városodás és városiasodás , azonban évtizedek óta folyamatos növekedésről beszélhetünk. És mindannak ellenére, hogy elmaradott a településhálózat állapota, mégis jelentős urbanizációs folyamatokat jósolnak a jövőben Indiát tekintve.

- Az infrastrukturális hiányosságok jelentősek az országban, a városok 94%-a nem csatlakozik a csatornarendszerhez, a szennyvíznek 21%-a kezelt, a tömegközlekedéssel való elérhetőség 22%, és a kisebb városokban a szilárdhulladék-kezelés mindössze 50%-os.[7][1]

## A programban részt vevő városok kiválasztásának menete
A városok kiválasztása pályázati rendszer alapján történt, a városok pályázhattak a programban való részvétel jogáért. A pályázatokat nyilvános kormányzati útmutató alapján nyújthatták be a jelentkezők, melyek előre meghatározott szempontrendszer alapján kerültek elbírálásra. Az elbírálás szempontjai közé tartozott a meglévő szolgáltatások kiépítettsége és színvonala, az intézményi rendszer és kapacitások, az ön-finanszírozás képessége, valamint a város által bejárt fejlődési út. 
A kormány célja elsősorban nem a legnagyobb városok, hanem a nagyvárosok körüli szatellit-, vagy más néven bolygóvárosok támogatása volt. A szatellitvárosok olyan tervszerűen kialakított települések, melyeket a nagyvárosok körül hoztak létre a központi terület tehermentesítésének céljából. Indiában a népesség nagyarányú városba áramlásának következtében elsősorban ezen központi települések területén alakultak ki a nyomornegyedek, melyek súlyos problémát jelentenek az ország társadalmi- és gazdasági éltében egyaránt. Az eredeti célkitűzés kilenc 4 milliós feletti, negyvennégy 1-4 milliós, 17 állami főváros, 10 vallási turisztikai szempontból fontos város és 20 fél-egymilliós lakosú város részvétele volt.
A nyertes városokat öt körben választották ki: első körben 20, második körben 13, harmadik körben 27, negyedik körben 21, ötödik körben pedig 9 nyertes város került kihirdetésre. A kiválasztásnál fontos szempont volt, hogy India összes állama érintett legyen a fejlesztésekben.
A Városfejlesztési Miniszter, Shri Venkaiah Naidu 2016 január 28-án hirdette ki a 98 választott városból a legjobb 20 nevét, akik első körben jogosultak a fejlesztések megkezdésére. A harmadik fordulóban több városnak (többek között Patna, Thiruvananthapuram, Bengaluru, Amaravati, Itanagar, Gangtok, Shimla, Naya Raipur) is engedélyezték, hogy a megengedett kvótán túl versenyezzenek a program keretén belül, így 110 város versenyezhetett a 100 helyért. Jelenleg 99 város jogosult a misszióban való részvételre.

## A részt vevő városok
|     | Város                 | Népesség (fő) | Állam                                 | Kiválasztás  |
| 1.  | Bhubaneswar           | 658220        | Orisza (Odisha)                       | Első kör     |
| 2.  | Púne (Pune)           | 3760636       | Mahárástra (Maharastra)               | Első kör     |
| 3.  | Jaipur                | 2322575       | Rádzsasztán (Rajasthan)               | Első kör     |
| 4.  | Surat                 | 2811614       | Gudzsarát (Gujarat)                   | Első kör     |
| 5.  | Kochi                 | 1355972       | Kerala                                | Első kör     |
| 6.  | Ahmadábád (Ahmedabad) | 4525013       | Gudzsarát (Gujarat)                   | Első kör     |
| 7.  | Jabalpur              | 1098000       | Madhja Prades                         | Első kör     |
| 8.  | Visakhapatnam         | 1345938       | Ándhra Prades                         | Első kör     |
| 9.  | Solapur               | 872478        | Mahárástra (Maharastra)               | Első kör     |
| 10. | Davangere             | 364523        | Karnátaka                             | Első kör     |
| 11. | Indore                | 1516918       | Madhja Prades                         | Első kör     |
| 12. | New Delhi             | 12877470      | Delhi                                 | Első kör     |
| 13. | Coimbatore            | 1461139       | Tamilnádu (Tamil Nadu)                | Első kör     |
| 14. | Kakinada              | 376861        | Ándhra Prades                         | Első kör     |
| 15. | Belagaavi (Belgaum)   | 506480        | Karnátaka                             | Első kör     |
| 16. | Udaipur               | 389438        | Rádzsasztán (Rajasthan)               | Első kör     |
| 17. | Guwahati              | 818809        | Asszám (Assam)                        | Első kör     |
| 18. | Chennai               | 6560242       | Tamilnádu (Tamil Nadu)                | Első kör     |
| 19. | Ludhiana              | 1398467       | Pandzsáb (Punjab)                     | Első kör     |
| 20. | Bhopal                | 1458416       | Madhja Prades                         | Első kör     |
| 21. | Lucknow               | 2245509       | Uttar Prades                          | Második kör  |
| 22. | Bhagalpur             | 350133        | Bihár (Bihar)                         | Második kör  |
| 23. | Faridabad             | 1055938       | Harijána (Haryana)                    | Második kör  |
| 24. | Chandigarh            | 808515        | Chandigarh                            | Második kör  |
| 25. | Raipur                | 700113        | Cshattíszgarh (Chhattisgarh)          | Második kör  |
| 26. | Ranchi                | 863495        | Dzshárkhand (Jharkhand)               | Második kör  |
| 27. | Dharamasala           | 19124         | Himácsal Prades (Himachal Pradesh)    | Második kör  |
| 28. | Warangal              | 811819        | Telangána                             | Második kör  |
| 29. | Panaji                | 99677         | Goa                                   | Második kör  |
| 30. | Agartala              | 189998        | Tripura                               | Második kör  |
| 31. | Imphal                | 250234        | Manipur                               | Második kör  |
| 32. | Port Blair            | 99984         | Andamán- és Nikobár-szigetek          | Második kör  |
| 33. | Kolkata               | 13205697      | Nyugat-Bengál (West Bengal)           | Második kör  |
| 34. | Amritsar              | 1003917       | Pandzsáb (Punjab)                     | Harmadik kör |
| 35. | Kalyan                | 1246381       | Mahárástra (Maharastra)               | Harmadik kör |
| 36. | Ujjain                | 431162        | Madhja Prades                         | Harmadik kör |
| 37. | Tirupati              | 303521        | Ándhra Prades                         | Harmadik kör |
| 38. | Nagpur                | 2129500       | Mahárástra (Maharastra)               | Harmadik kör |
| 39. | Mangalore             | 539387        | Karnátaka                             | Harmadik kör |
| 40. | Vellore               | 386746        | Tamilnádu (Tamil Nadu)                | Harmadik kör |
| 41. | Thane                 | 1887000       | Mahárástra (Maharastra)               | Harmadik kör |
| 42. | Gwalior               | 865548        | Madhja Prades                         | Harmadik kör |
| 43. | Agra                  | 1331339       | Uttar Prades                          | Harmadik kör |
| 44. | Nashik                | 1152326       | Mahárástra (Maharastra)               | Harmadik kör |
| 45. | Raurkela              | 484874        | Orisza (Odisha)                       | Harmadik kör |
| 46. | Kanpur                | 2715555       | Uttar Prades                          | Harmadik kör |
| 47. | Madurai               | 1203095       | Tamilnádu (Tamil Nadu)                | Harmadik kör |
| 48. | Tumakuru              | 305821        | Karnátaka                             | Harmadik kör |
| 49. | Kota                  | 703150        | Rádzsasztán (Rajasthan)               | Harmadik kör |
| 50. | Thanjavur             | 215314        | Tamilnádu (Tamil Nadu)                | Harmadik kör |
| 51. | Namchi                | 38750         | Szikkim (Sikkim)                      | Harmadik kör |
| 52. | Jalandhar             | 714077        | Pandzsáb (Punjab)                     | Harmadik kör |
| 53. | Shimoga               | 274352        | Karnátaka                             | Harmadik kör |
| 54. | Salem                 | 751438        | Tamilnádu (Tamil Nadu)                | Harmadik kör |
| 55. | Ajmer                 | 490520        | Rádzsasztán (Rajasthan)               | Harmadik kör |
| 56. | Varanasi              | 1203961       | Uttar Prades                          | Harmadik kör |
| 57. | Kohima                | 77030         | Nágaföld (Nagaland)                   | Harmadik kör |
| 58. | Hubli-Dharwad         | 786195        | Karnátaka                             | Harmadik kör |
| 59. | Aurangabad            | 892483        | Mahárástra (Maharastra)               | Harmadik kör |
| 60. | Vadodara              | 1491045       | Gudzsarát (Gujarat)                   | Harmadik kör |
| 61. | Thiruvananthapuram    | 889635        | Kerala                                | Negyedik kör |
| 62. | Naya Raipur           | 560000        | Cshattíszgarh (Chhattisgarh)          | Negyedik kör |
| 63. | Rajkot                | 1003015       | Gudzsarát (Gujarat)                   | Negyedik kör |
| 64. | Amravati              | 549510        | Mahárástra (Maharastra)               | Negyedik kör |
| 65. | Patna                 | 1697976       | Bihár (Bihar)                         | Negyedik kör |
| 66. | Karimnagar            | 297447        | Telangána                             | Negyedik kör |
| 67. | Muzaffarpur           | 305525        | Bihár (Bihar)                         | Negyedik kör |
| 68. | Puducherry            | 244377        | Puduccseri (Pondicerry)               | Negyedik kör |
| 69. | Gandhinagar           | 195985        | Gudzsarát (Gujarat)                   | Negyedik kör |
| 70. | Srinagar              | 988210        | Dzsammu és Kasmír (Jammu and Kashmir) | Negyedik kör |
| 71. | Sagar                 | 308922        | Madhja Prades                         | Negyedik kör |
| 72. | Karnal                | 221236        | Harijána (Haryana)                    | Negyedik kör |
| 73. | Satna                 | 229307        | Madhja Prades                         | Negyedik kör |
| 74. | Bangalore             | 5701446       | Karnátaka                             | Negyedik kör |
| 75. | Shimla                | 144975        | Himácsal Prades (Himachal Pradesh)    | Negyedik kör |
| 76. | Dehradun              | 530263        | Uttarakhand (Uttaranchal)             | Negyedik kör |
| 77. | Tiruppur              | 550826        | Tamilnádu (Tamil Nadu)                | Negyedik kör |
| 78. | Pimpri Chinchwad      | 1729000       | Mahárástra (Maharastra)               | Negyedik kör |
| 79. | Bilaspur              | 335293        | Cshattíszgarh (Chhattisgarh)          | Negyedik kör |
| 80. | Pasighat              | 21965         | Arunácsal Prades (Arunachal Pradesh)  | Negyedik kör |
| 81. | Jammu                 | 612163        | Dzsammu és Kasmír (Jammu and Kashmir) | Negyedik kör |
| 82. | Dahod                 | 112026        | Gudzsarát (Gujarat)                   | Negyedik kör |
| 83. | Tirunelveli           | 433352        | Tamilnádu (Tamil Nadu)                | Negyedik kör |
| 84. | Thoothukkudi          | 243415        | Tamilnádu (Tamil Nadu)                | Negyedik kör |
| 85. | Tiruchirappalli       | 866354        | Tamilnádu (Tamil Nadu)                | Negyedik kör |
| 86. | Jhansi                | 460278        | Uttar Prades                          | Negyedik kör |
| 87. | Aizawl                | 228280        | Mizoram                               | Negyedik kör |
| 88. | Allahabad             | 1042229       | Uttar Prades                          | Negyedik kör |
| 89. | Aligarth              | 669087        | Uttar Prades                          | Negyedik kör |
| 90. | Gangtok               | 29354         | Szikkim (Sikkim)                      | Negyedik kör |
| 91. | Erode                 | 389906        | Tamilnádu (Tamil Nadu)                | Ötödik kör   |
| 92. | Saharanpur            | 455754        | Uttar Prades                          | Ötödik kör   |
| 93. | Moradabad             | 641583        | Uttar Prades                          | Ötödik kör   |
| 94. | Bareilly              | 748353        | Uttar Prades                          | Ötödik kör   |
| 95. | Itanagar              | 35022         | Arunácsal Prades (Arunachal Pradesh)  | Ötödik kör   |
| 96. | Silvassa              | 21893         | Dadra és Nagar Haveli                 | Ötödik kör   |
| 97. | Diu                   | 21578         | Daman és Diu                          | Ötödik kör   |
| 98. | Kavaratti             | 10119         | Laksadíva (Lakshadweep)               | Ötödik kör   |
| 99. | Bihar Sharif          | 232071        | Bihár (Bihar)                         | Ötödik kör   |

## A program fogadtatása és kritikája
A lakosság egy része pozitívan fogadta a smart city kezdeményezést, lehetőségként tekintettek rá az ország elmaradott infrastruktúrája, az átláthatatlan kormányzás és az elégtelen források orvoslására. Elsősorban a magántőke bevonása és a program hatására várt életszínvonal emelkedés tette vonzóvá számukra. A Smart City program hatásai még nem ismertek, 2022 után várhatók az első eredmények, még nem tudhatjuk, hogy milyen hatást gyakorol India életére. Azonban már számos kritika született a misszió beavatkozási módjáról, és várható társadalmi-gazdasági hatásairól. 
A leggyakrabban előforduló kritika, hogy a fejlesztések kizárólag a gazdasági szempontokra koncentrálnak, sok esetben szinte teljesen figyelmen kívül hagyva India társadalmi kihívásait. A kritikusok szerint a fejlesztések még inkább elmélyíthetik a társadalmi egyenlőtlenségeket, nő a társadalmi polarizáció, mivel a szegény lakosság jelenlegi periférikus helyzeténél is kijjebb szorul, még inkább romlanak életkörülményeik. Véleményük szerint az új smart cityk létrehozása nem képes kezelni az ország mélyen gyökerező társadalmi problémáit. 
Általános kritika, hogy a vállalati érdekek gyakran eltérnek egy állam érdekeitől, valamint a helyi sajátosságok figyelembevételével, kiaknázásával nem foglalkoznak. A program figyelmen kívül hagyja a helyi sajátosságokat, a fejlesztések kulturális, társadalmi és történelmi viszonyai csupán másodlagosak,  ezzel meggátolva az érintett városok átfogó gazdasági-társadalmi fejlődését. Ennek hatására a program várt pozitív eredményei közül elmarad a társadalmi felzárkózás, illetve a középosztály megerősödése, sőt fokozza a meglévő ellentétek kiéleződését, valamint a társadalmi polarizációt.
Egyes szerzők szerint a programban korlátozott a lakossági részvétel és a demokratikus döntéshozatal, és további lehetséges problémák merülhetnek fel ezek kapcsán. Sokan úgy vélik, hogy az új, technológiavezérelt eszközök alkalmazása újfajta társadalmi-gazdasági kihívásokat ébreszthetnek, vagy a már meglévőket tovább erősíthetik. Egyesek „új városi kolonializmusról” is beszélnek, és károsnak ítélik a városi terek privatizációját. 
Roy Souvanic tanulmányában részletesen ismerteti a smart city koncepcióval szemben felmerülő negatívumokat: 
- Mivel a program főként a nagyvárosokra koncentrál, ezért tovább növeli a város-vidék, és a kisváros-nagyváros közti különbségeket.
- Annak ellenére, hogy a szegények 80%-a 1 millió főnél kisebb lakosságú városokban él, teljes mértékben figyelmen kívül hagyja az informális szektorban (második gazdaság, melybe bele kell érteni minden, az egyének jólétét emelő munkával kapcsolatos   tevékenységet, akár kíséri azt pénzmozgás, akár nem) foglalkoztatottakat.
- Annak ellenére, hogy az indiai városok a világ legsűrűbben lakott városai közé tartoznak, a koncepciókban igen laza beépítést (175 fő/ha) határoznak meg.
- India városainak diverzitását figyelmen kívül hagyja, a fejlett gazdaságokban működő modell lemásolására törekszik oly módon, hogy a fejlesztési szakaszok átugrásával a legfejlettebb technológiát vezeti be mindenhol.
- Figyelmen kívül hagyja a városok eltérő fizikai, kulturális, történelmi és politikai viszonyait, egy kudarcra ítélt sematizált tervvel próbál javítani.
- Annak ellenére, hogy az előző városfejlesztési törekvésekben nem sikerült a központi nagyváros és az azt körülvevő kisebb városok kapcsolatának fejlesztése, az új program mégis a szatellitvárosokban látja a legfőbb megoldási lehetőséget. Az ország infrastrukturális helyzete korántsem mondható megfelelőnek, és ahelyett, hogy az alapvető kihívásokra reagálna a városfejlesztés, a kormány inkább a legmodernebb digitális infrastruktúra telepítését célozza meg a program keretein belül.[13]

Henrik Valeur dán szerző a program ellen fogalmazta meg saját koncepcióját, melynek neve Development Urbanism. Véleménye szerint a fejlődő országokban a városfejlesztési paradigmákat különböző módon kell alkalmazni, a sematizálást elkerülni. A smart city koncepciót van, ahol eleve kudarcra ítéltnek véli, mivel nem azokra a problémákra felel, melyekre a legnagyobb szükség lenne. A developement urbanism felfogás erre reflektálva két fő célt határoz meg, a szegénység leküzdését és a környezetvédelmet. Kiemelt fontosságúnak tartja az emberi kapcsolatok jelentőségét (több együttműködés, kevesebb egymás elleni versengés), valamint a város ökoszisztémaként való értelmezését.

## Kapcsolódó dokumentumfilm
- Okos városok Indiában (Retort Cities – How India Plans Progress, osztrák dokumentumfilm, rendezte: Patrik A. Hafner, DIGI Life televízió) benne az itt nem említett Magarpata, az első okos város, a magántulajdonban lévő városok egyike. Dholera (Dholera Metro City) az első okos város a tervezett első nyolcból. (A terv 100.)